# Celinee Santos
Celinee Ágata Santos Frías (Santo Domingo, 7 de enero de 2000) es una modelo y actriz, ganadora del concurso Miss Universo República Dominicana 2024. Representó a República Dominicana en el certamen Miss Universo 2024 en México.
Obtuvo el título de Miss República Dominicana Internacional 2022, quedando como cuarta finalista del Miss Internacional 2022 en Tokio, Japón y también logró el Top 20 en Miss Intercontinental 2019 en Egipto.

## Biografía
Santos nació el 7 de enero de 2000 en el municipio de Los Alcarrizos y fue criada en San Francisco de Macorís. Cursa su carrera de derecho en la Universidad del Caribe en Santo Domingo.

## Concursos de belleza

### Miss República Dominicana 2019
Santos comenzó su carrera en concursos de belleza el 18 de agosto de 2019, representó a Duarte y compitió contra otras 30 candidatas en Miss República Dominicana 2019 en Santo Domingo, donde terminó en el Top 6. 

### Miss Intercontinental 2019
El 20 de diciembre de 2019, Santos representó a República Dominicana en Miss Intercontinental 2019 y compitió contra otras 75 candidatas en Sharm El Sheikh, Egipto, donde terminó en el Top 20.

### Miss Mundo Dominicana 2021
El 4 de septiembre de 2021, Santos representó a San Francisco de Macorís y compitió contra otras 25 candidatas en Miss Mundo Dominicana 2021 en el Barceló Bávaro Grand Resort en Punta Cana. Al finalizar el evento, Santos ganó el título de Miss Internacional República Dominicana 2021 y reemplazando a Zaidy Bello, Miss Internacional 2019.

### Miss Internacional 2022
El 13 de diciembre de 2022, Santos representó a la República Dominicana en Miss Internacional 2022 y compitió contra otras 66 candidatas en el Tokyo Dome City Hall en Tokio, Japón, donde quedó como cuarta finalista y quien quedó en el top5 junto a Miss Colombia, Miss Perú, Miss Cabo Verde y la eventual ganadora la Miss Alemania Jasmin Selberg.

### Miss República Dominicana 2024
El 5 de mayo de 2024, Santos representó al Distrito Nacional en Miss República Dominicana 2024 y compitió contra 17 candidatas en el Centro de Convenciones Sambil de Santo Domingo. Desde el principio de la competencia fue favorita a la corona, al finalizar el evento obtuvo el título y fue coronada por Mariana Downing, Miss República Dominicana 2023.

### Miss Universo 2024
Santos representó a República Dominicana en el certamen Miss Universo 2024 en México.